# El sol (película de 2005)
El Sol (en ruso: Сóлнце, Solntse) es una película biográfica rusa de 2005 dirigida por Alexander Sokurov, que describe al emperador japonés Shōwa (Hirohito) durante los últimos días de la Segunda Guerra Mundial. Es la tercera película de una trilogía del director Aleksandr Sokurov que incluye Taurus sobre Vladimir Lenin de la Unión Soviética y Moloch sobre Adolf Hitler de la Alemania nazi.

## Trama
La escena inicial muestra al emperador Hirohito (Issey Ogata) siendo vestido por un sirviente previamente a una serie de citas. Oficialmente, Hirohito fue designado dios: el descendiente número 124 de la deidad solar Amaterasu. Se narra la vida cotidiana del emperador, que se atiene a un horario rígido establecido para él por sus sirvientes: cada segundo de su día se contabiliza, incluso cuando hace siesta. El Emperador se entretiene dedicándose a sus intereses personales: estudiar biología marina, componer haiku, ver fotos de estrellas femeninas de Hollywood. Se lo percibe menos relajado cuando se reúne con su jefe de gabinete.
Cuando recibe un informe de su personal civil y militar sobre la derrota inminente, parece indiferente y comienza a recitar versos extrañamente desconectados sobre la geografía de Japón, escritos por sus predecesores históricos. Su personal lo mantiene entretenido con nuevos especímenes que se envían a su biblioteca incluso en los últimos días y horas antes de que las tropas estadounidenses lleguen a su puerta. Finalmente, con los estadounidenses acercándose inminentemente, lo instalan en un búnker debajo del Palacio Imperial en Tokio. Hirohito reflexiona sobre la base del conflicto mientras intenta dictar las condiciones de paz.
Más tarde, el comandante militar estadounidense, el general Douglas MacArthur (Robert Dawson), lo lleva a través de las ruinas de Tokio para una reunión sobre la ocupación de Japón por parte de los victoriosos líderes aliados. Los dos hombres, completamente diferentes, cenan y fuman juntos. El informal y abrupto general MacArthur, le pregunta al muy culto emperador "¿Cómo es ser un Dios viviente?" y "¿Cómo están los hijos del Emperador?"
Hirohito teoriza plausiblemente sobre las razones de la derrota de Japón, pero no logra ver que, en el centro de cada mala decisión, hay una estructura social anticuada basada en el estatus personal y la deferencia, en lugar de la competencia de ideas, y que él es el centro de un sistema perimido.
Luego de admitir sus fallas personales y renunciar a su divinidad, Hirohito pretende reconstruir su país devastado por la guerra, mientras su propio futuro permanece en duda, ya sea como Emperador de Japón o como criminal de guerra.

## Elenco
| - Issey Ogata como el emperador Hirohito - Robert Dawson como el general Douglas MacArthur - Kaori Momoi como emperatriz Kōjun - Shiro Sano como el chambelán - Shinmei Tsuji como el viejo sirviente - Taijiro Tamura como el científico - Georgi Pitskhelauri como suboficial de McArthur - Hiroya Morita como Kantarō Suzuki | - Toshiaki Nishizawa como Mitsumasa Yonai - Naomasa Musaka como Korechika Anami - Yusuke Tozawa como Kōichi Kido - Kōjirō Kusanagi como Shigenori Tōgō - Tetsuro Tsuno como Yoshijirō Umezu - Rokuro Abe como Soemu Toyoda - Jun Haichi como Nobuyuki Abe |

## Producción

### Rodaje
Sokurov confesó que "No me interesa la historia o la política que tuvo lugar, no me interesan realmente los hechos históricos o la época, me interesa mucho más el ser humano... cómo cambia cuando adquiere esta terrible arma que es la política. Como cualquiera que adquiera esta arma puede volverse inhumano",
Al abordar una pregunta similar con respecto a su película sobre Hitler, Sokurov enfatizó en una entrevista en Cannes su visión de la teatralidad del poder: “Esta gente, la gente del poder, convirtió sus vidas en teatro. Guiados por un mito, concibieron y modificaron su vida, escenificaron verdaderas puestas en escena y subordinaron su comportamiento a rituales y ceremonias. Este patrón no es único, y Hitler no fue excepcional. Es un hecho común que los espectáculos grandiosos impulsados por la vanidad terminen en el basurero de la historia".
Sokurov da una impresión personal de Hirohito mientras omite todas las referencias a cuestiones relacionadas con el tribunal de Tokio, sobre la responsabilidad personal del emperador como jefe del Cuartel General Imperial en relación con los crímenes de guerra japoneses. Esa omisión da como resultado que la conferencia imperial entre el emperador y su consejo y su reunión con MacArthur, de hecho, no contengan ninguna de las palabras realmente relacionadas con la transcripción del intérprete imperial Katsuzō Okumura. Por ejemplo, como señaló Okumura, MacArthur elogió la "virtud augusta" ( miitsu) del emperador.
Según The Times, la película no se proyectó ampliamente en Japón debido a los temores de violencia de los extremistas de derecha por su interpretación de Hirohito.

## Recepción
El sol tiene un índice de aprobación del 93% en el sitio web agregador de reseñas Rotten Tomatoes, basado en 42 reseñas, y una calificación promedio de 8.10/10. El consenso crítico del sitio web afirma: "Ciertamente no para los impacientes, la mirada deliberadamente pausada de Aleksandr Sokurov sobre Hirohito en los últimos días de la Segunda Guerra Mundial es esclarecedora y admirable en su moderación". También tiene una puntuación de 85 sobre 100 en Metacritic, basada en 12 críticos, lo que indica "aclamación universal".
Nick Schlager señaló "la incapacidad de Hirohito (así como la de quienes lo rodean) para comprender completamente el momento histórico de transición que está teniendo lugar, tanto en términos de las nociones japonesas de la identidad de la cultura dominante como la idea del supuesto estatus del emperador como una deidad en lugar de un hombre es persistente y desconcertante, la película infunde una sensación de fractura política y psicológica. En la actuación magistralmente amanerada de Ogata, con los ojos fijos en miradas de miles de millas, su comportamiento anormalmente rígido y sin embargo digno, y su boca ligeramente abierta y, a menudo, articulando en silencio murmullos incomprensibles, El sol aporta tanto humanidad como peculiaridad alienígena al límite a su examen de los cambios tectónicos internos y externos. Encuentra la belleza, la locura y la absoluta extrañeza en la visión de un hombre perdido y ligeramente extraño que intenta comprender su realidad cambiante y representar su propio renacimiento de dios a hombre, mientras está atrapado en una fuga desorientadora." 
Anne Herskind señala ciertos momentos  humorísticos de la obra: "En general, el gobernante a menudo parece un niño pequeño, por ejemplo, cuando posa con entusiasmo frente a los fotógrafos estadounidenses. Como resultado de ello, los fotógrafos difícilmente pueden tomarlo en serio como emperador, asociándolo más con Charlie Chaplin [pequeño, frágil y desgarbado]. No sin razón, ya que algunas escenas de la película recuerdan mucho a las bufonadas de la era del cine mudo, por ejemplo, cuando el tenno tiene que abrir una puerta [luego de encontrarse con MacArthur] por sí mismo por primera vez en su vida o cuando hay muchos tirones entre el emperador y un visitante sobre  la disposición correcta de los asientos." 
Stefan Steinberg juzgó la película enmarcándola dentro de la obra previa de Sokurov y empleando criterios de la ideología comunista: "Para Sokurov, la cuestión está decidida: la opresión y la sumisión a la autoridad son la condición natural del hombre. Como remarcó en su conferencia de prensa en Berlín, "la opresión por el poder es inevitable, es nuestro destino". El hombre está condenado a la tragedia. En lugar de "despertar y desarrollar" los propios poderes del hombre, Sokurov eleva los aspectos formales de la realización de películas (tono, matiz, ángulo de cámara) para pintar las paredes de la celda de la prisión de la humanidad con tonos interesantes (y desinfectar a sus carceleros). Su obra, artística e intelectualmente arruinada, arroja una luz reveladora sobre las profundidades de la degeneración de una importante capa de la intelectualidad rusa." 
Yomota Inuhiko también señaló la peculiar perspectiva narrativa del director, pero sin ver en ello un motivo de crítica: “Si las audiencias sin conocimiento o interés en la historia japonesa moderna ven la película, podrían suponer que esta película es un ensayo cinematográfico que explora la timidez y el infantilismo, cualidades que son universales en los seres humanos, en lugar de una película documental que sigue la vida de un figura históricamente significativa Sokurov retrata a Hirohito ni como un militarista fanático ni como un ser divino y místico. Más bien, el emperador representado por Sokurov me recuerda las representaciones de Samuel Beckett de hombres tímidos, solitarios y de mediana edad que parecen incomprensibles para los demás […] El sol ofrece el espectáculo grotesco del inconsciente de Hirohito, en lugar de sus actividades conscientes, […] es la desmitificación del emperador, ciertamente podemos evaluar esta desmitificación, algo que los ciudadanos japoneses no podían emprender al final de la guerra y todavía no han logrado hasta el día de hoy.” 

### Premios
En los Premios del gremio ruso de críticos de cine de 2005, la película recibió los premios a mejor película, mejor director (Alexander Sokurov) y mejor música (Andrei Sigle).
El sol ganó el Golden Apricot en el Festival Internacional de Cine de Ereván de 2005, Armenia, a la Mejor Película.